# The Quietus
The Quietus — британский вебзин, посвящённый музыке и популярной культуре. Сайт является редакционно независимым изданием, во главе с Джоном Дораном и группой журналистов фрилансеров, некоторые из которых публиковались также и в других СМИ.

## Содержание
The Quietus концентрируется на обзорах альбомов и фильмов, часто содержит интервью с известными музыкантами и артистами. Иногда вебзин публикует также обзоры книг, комиксов, графических романов, сериалов и DVD-дисков. На страницах сайта написано, что он предназначен для «интеллектуального меломана в возрасте между 21 и, ну, 73 годами». В число штатных писателей входят бывший журналист Melody Maker Дэвид Стаббс, диджей BBC Radio 1 Стив Лэмакк, профессор Саймон Фрит и прочие. The Quietus содержит эксклюзивные интервью с Гленом Мэтлоком из Sex Pistols, Миком Джонсом из The Clash, Джонни Марром из The Smiths, Мэттом Джонсоном из The The, Ноэлом Галлахером из Oasis, Питером Хуком из New Order, Ли Ранальдо из Sonic Youth, Брэндоном Флауэрсом из The Killers, Энди МакКласки из Orchestral Manoeuvres in the Dark, Элли Джексон из La Roux и другими. На интервью сайта ссылались различные британские и международные СМИ. Новости сайта цитировали различные издательства в России, Бразилии и Индонезии. The Quietus занимается также организацией концертов инди-исполнителей.

## Достижения
В 2008 году The Quietus стал победителем в категории «студенческий выбор» награды «Record of the Day Awards». В 2009 году сайту было присвоено звание «лучшего цифрового издательства» на той же самой церемонии награждения, а Джон Доран был назван победителем среди «обозревателей концертов». В том же году The Quietus вошёл в список «25 лучших музыкальных веб-сайтов» газеты The Independent.